# Чепшозеро
Чепшозеро — пресноводное озеро на территории Куганаволокского сельского поселения Пудожского района Республики Карелии.

## Общие сведения
Площадь озера — 2,8 км², площадь водосборного бассейна — 127 км². Располагается на высоте 118,1 метров над уровнем моря.
Форма озера лопастная, продолговатая: оно более чем на три километра вытянуто с северо-запада на юго-восток. Берега изрезанные, каменисто-песчаные, преимущественно возвышенные, местами заболоченные.
Через озеро течёт река Нижняя Чепша, приток реки Вамы, впадающей в реку Водлу, впадающую, в свою очередь, в Онежское озеро.
Острова на озере отсутствуют.
Населённые пункты и автодороги вблизи водоёма отсутствуют.
Код объекта в государственном водном реестре — 01040100411102000019328.